# 吉列豬排
（日语：／ tonkatsu），以一種以吉列（即cutlet）的方式油炸的豬肉食物。正宗的吉列豬排選用較厚身的豬里脊，裹上蛋汁、麵包屑及炸粉，於140度中溫油炸3分鐘，最後切成數塊淋上豬排醬，佐以高麗菜絲食用。

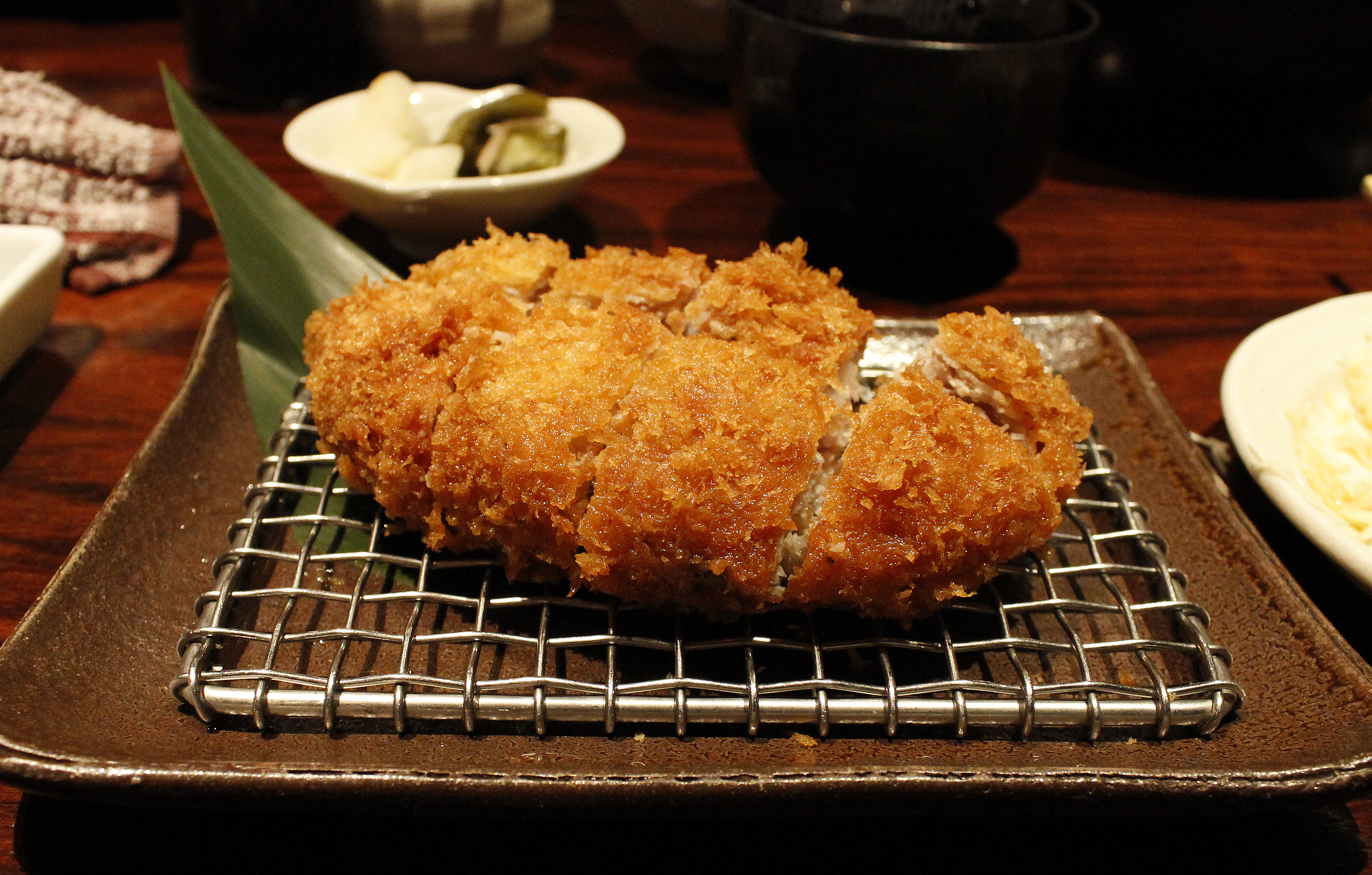
吉列豬排

日式豬排乃日本洋食的一種，來源自法國的炸牛排和奧地利的維也納炸豬排，於明治時代傳入日本，經過了100多年，此菜色早已完全日本化。最常見的吃法包括配以白飯、麵豉湯和漬物。另外，亦有配合日式咖哩飯、丼物，以至三文治、漢堡包、或土耳其飯等，吃法五花八門。

## 概述
一般豬排飯有兩種形式，一種是在一個大碗上放上一塊豬排，另一種則是把切好的豬排放在碟子上，和白飯分開。前者多是在日本市面快餐店或餐廳見到的豬排飯，多是配以生熟蛋和洋蔥在飯上，口感香口。後者則是在飯堂見到的定食類，配以味噌湯進食。而日本的咖喱豬排也多是以定食型式出售。有些人不喜歡油膩的豬排在白飯上，也會放棄碗飯型而主動叫定食型。
除了豬排，亦衍生了吉列雞排、吉列火腿、吉列牛排等不同款式。吉列牛排在大阪、神戶一帶頗受歡迎。
吉列的日語（かつ・カツ）與同音，因此日式豬排店名多有「勝」字，如福勝亭、勝博殿、十勝屋、勝政、勝田等等。